# Giuseppe Sapienza
Giuseppe Sapienza, detto Peppino (Catania, 17 marzo 1884 – Palermo, 24 novembre 1949), è stato un avvocato, sindacalista e politico italiano, membro dell'Assemblea Costituente della Repubblica italiana.

## Biografia
Socialista libertario, noto a Catania come “l'avvocato dei poveri”, si è distinto per il vivo antifascismo e per le battaglie antimafia. 
Nel 1908 a Messina aiutò i superstiti del terremoto. In ogni momento ha difeso i poveri e gli oppressi, lottando contro tutte le tirannie, in tutti i modi e con tutti i mezzi: per questo è vissuto ed è morto poveramente. "I più lerci delinquenti lui li raccoglieva all' uscita dal carcere e li sistemava anche a casa propria".
In Sicilia ha ricoperto la carica di Vice Segretario Regionale del Partito Socialista Italiano. Membro del cosiddetto gruppo dei '13 apostoli', i socialisti "puri" turatiani catanesi, contrari al defelicianesimo, nel 1911 è stato al vertice della Camera del Lavoro di Catania.
Negli anni venti, a causa delle sue posizioni massimaliste, sarà uno dei pochi socialisti catanesi che, al momento della scissione che portò alla nascita del Partito Socialista Unitario, rimarrà aderente al PSI. Nel 1940 fu rinchiuso nel carcere di Catania ed assegnato al confino di polizia per propaganda antifascista. Partecipò all'organizzazione della fuga di Giuseppe Saragat e Sandro Pertini dal carcere romano di Regina Coeli avvenuta il 24 gennaio 1944.
Eletto nelle liste del PSIUP all'Assemblea Costituente, nel 1947, in seguito alla scissione dell'ala democratico-gradualista guidata da Saragat (cosiddetta "svolta di Palazzo Barberini"), aderirà al Partito Socialista dei Lavoratori Italiani (PSLI). È stato deputato al Parlamento Siciliano nella I legislatura per la circoscrizione di Catania con 3.485 voti di preferenza su 27.566 di lista (12,64%). Durante il II Governo della Regione Siciliana ha ricoperto la carica di Assessore alla Pubblica Istruzione. 
Tre suoi figli furono uccisi dal padronato e dal fascismo. Padre dell'attrice e scrittrice Goliarda Sapienza, nata dalla libera unione con la compagna Maria Giudice.
"Eccessivo come la Sicilia, contraddittorio come la vita, ingombrante come un fiume in piena",  morì il 24 novembre 1949 a causa di un malore tra le braccia della sua amante in un hotel di Palermo.